# Landschaftseinnehmer
Landschaftseinnehmer war die historische Berufsbezeichnung eines bestimmten Verwaltungsbeamten in Deutschland.
Der Landschaftseinnehmer führte das Rechnungswesen einer politischen Landschaft, vom Truhenmeister – dem Finanzverwalter der Ritterschaft – und Ausschüssen in seiner Aufgabe unterstützt. Er verwaltete die Landschaftskasse, schrieb Steuern aus und setzte den Steuerfuß – also die Höhe der Steuer – fest. Er wurde zwar persönlich gewählt, musste aber vom Landvogt in seinem Amt bestätigt werden, der die Aufsicht über die vom Landschaftseinnehmer geführte und vom Gegenschreiber kontrollierte Kasse ausübte. Landschaftseinnehmer und Truhenmeister vertraten gemeinsam die Landschaft gegenüber dem Landesherren. Bis zum Jahr 1646 war in der Habsburgermonarchie der Landschaftseinnehmer stets identisch mit dem herrschaftlichen Landweibel.